# Clusia huberi
Clusia huberi là một loài thực vật có hoa trong họ Bứa. Loài này được Pipoly mô tả khoa học đầu tiên năm 1998.